# Michael Jacob Michaelsen
Michael Jacob Michaelsen (født 11. april 1899 i Sundby, død 13. august 1970 på Frederiksberg) var en dansk amatørbokser, der primært stillede op i sværvægt. Han boksede i en periode, hvor skandinaviske boksere var dominerende i Europa hos amatørerne i sværvægtsklassen.

## Boksekarriere
Michael Jacob Michaelsen boksede for Christianshavns Idræts Klub. Han stillede op til europamesterskaberne i 1927, hvor han vandt bronze. Han vandt året efter det danske mesterskab i sværvægt og blev udtaget til OL 1928 i Amsterdam. Kun ti boksere stillede op i klassen, og Michaelsen var oversidder i første runde, hvorpå han i kvartfinalen besejrede en franskmand, mens han i semifinalen tabte på point til argentineren Arturo Rodriguez Jurado, der senere vandt finalen over svenske Nils Ramm. I bronzekampen vandt Michaelsen  over nordmanden Sverre Sørsdal, der ikke var i stand til at stille til kamp, og Michael Michaelsen vandt således olympisk bronzemedalje.
Den olympiske bokseturnering i Amsterdam blev derudover også anerkendt som europamesterskabet for de europæiske deltagere, og Michaelsens præstationer i turneringen rakte medførte således, at han tillige vandt EM-sølv.
I 1929 stillede Michaelsen op i letsværvægt ved DM, som han vandt. I 1930 var han tilbage i sværvægtsklassen og tog sit tredje DM. Ved det efterfølgende europamesterskab samme år i Budapest nåede Michaelsen finalen, hvor han mødte svenskeren Bertil Molander, som Michaelsen besejrede. Michaelsen nåede således at vinde både guld, sølv og bronze ved EM for amatører.
Michael Jacob Michaelsen vandt efterfølgende DM i sværvægt i 1932. Han vandt tillige københavnermesterskabet i letsværvægt fire gange i årene 1928-31.
Han betegnes i nogle oversigter som jødisk.